# (5985) 1942 RJ
(5985) 1942 RJ là một tiểu hành tinh vành đai chính. Nó được phát hiện bởi Liisi Oterma ở Đại học Turku ở Turku, Phần Lan, ngày 7 tháng 9 năm 1942.